# Pronolagus crassicaudatus
Pronolagus crassicaudatus е вид бозайник от семейство Зайцови (Leporidae).

## Разпространение
Видът е разпространен в Лесото, Мозамбик, Свазиленд и Южна Африка (Източен Кейп, Квазулу-Натал и Мпумаланга).